# Station Les Eyzies
Station Les Eyzies is een spoorwegstation nabij de lieu-dit Tayac in de Franse gemeente Les Eyzies.